# Feridun Zaimoglu

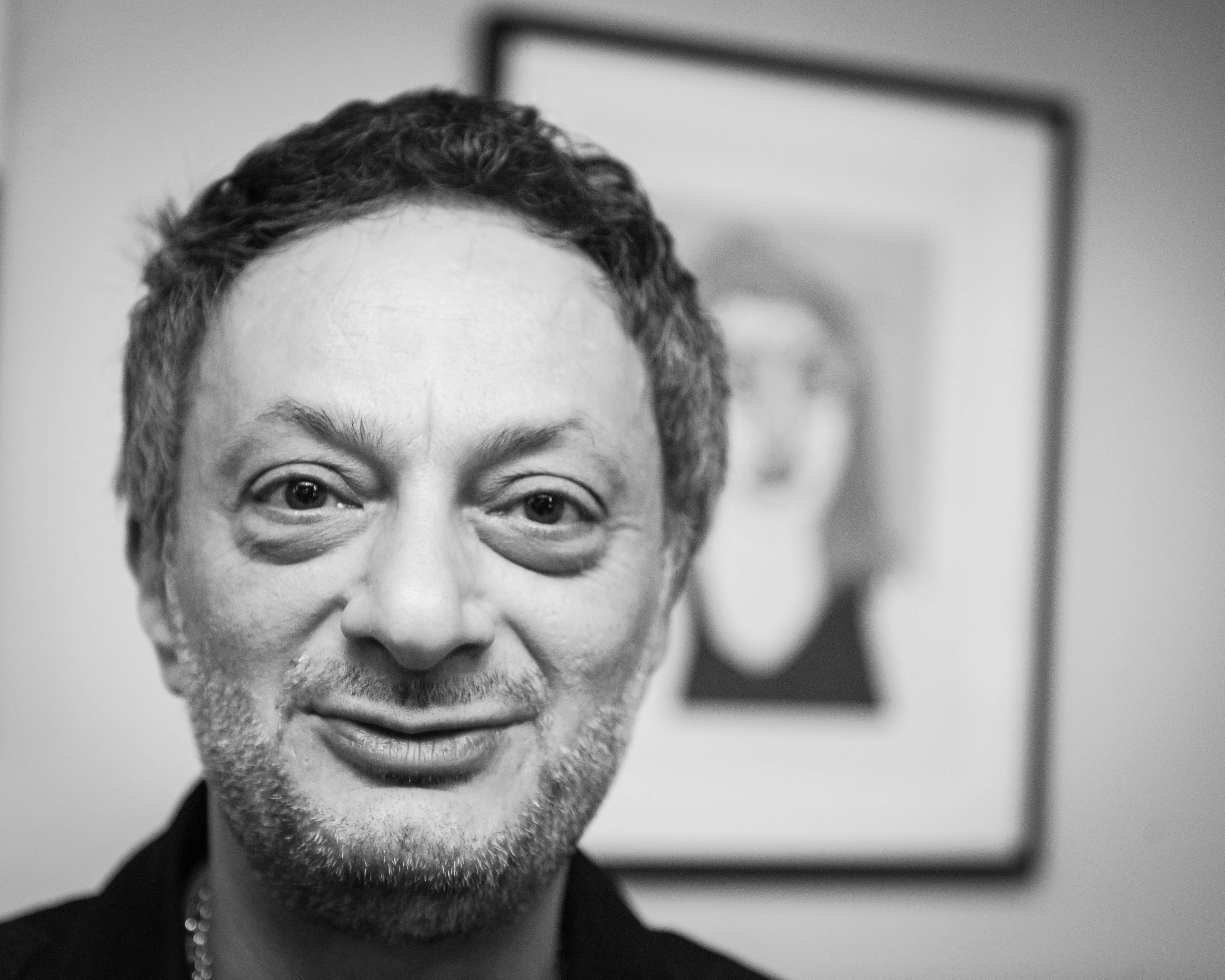
Feridun Zaimoglu a una mostra dei suoi dipinti a Kiel (2013)

Feridun Zaimoglu, nell'ortografia turca Feridun Zaimoğlu (Bolu, 4 dicembre 1964), è uno scrittore e artista tedesco di origine turca.

## Vita
Feridun Zaimoglu nasce il 4 dicembre 1964 a Bolu, nel nord della Turchia, da un operaio metallurgico e una donna delle pulizie, entrambi turchi. Nel 1965 la famiglia si trasferisce in Germania, dove i genitori di Feridun lavorano come Gastarbeiter. Trascorre gli anni dell'infanzia e dell'adolescenza tra Berlino, Monaco di Baviera e Bonn. In questo periodo si sente emarginato ed umiliato, isolato anche dal gruppo degli immigrati turchi, a loro volta esclusi dalla società tedesca.
Nel 1985 si trasferisce a Kiel dove inizia a studiare medicina con il solo fine di assecondare il sogno dei suoi genitori, per poi abbandonare gli studi e dedicarsi all'arte e in seguito al mestiere di scrittore e giornalista freelance. Scrive articoli di critica letteraria e saggi per importanti testate nazionali e berlinesi, come Die Welt, Die Zeit, SPEX e Der Tagesspiegel. A cavallo del nuovo millennio lavora come drammaturgo al Nationaltheater Mannheim sotto la direzione di Bruno Klimek.
Esordisce nel 1995 con il romanzo Kanak Sprak. 24 Mißtöne vom Rande der Gesellschaft, il primo di una serie di scritti che hanno come protagonisti i "canachi", ossia i giovani turchi di seconda generazione, cresciuti e residenti in Germania, senza essersi mai assimilati del tutto con la cultura tedesca.
Nel 1998 è tra i fondatori del movimento Kanak Attak, nato con lo scopo di combattere il razzismo nella società tedesca e impedire la ghettizzazione e privazione dei diritti degli immigrati. Zaimoglu si distaccherà successivamente da questo movimento, scioltosi nel 2002.
Nella sua carriera Zaimoglu si dedica alla scrittura di romanzi, anche epistolari, raccolte di racconti e pièces teatrali, sempre in lingua tedesca. Parallelamente all'attività letteraria, è attivo come artista visivo e curatore di mostre. I soggetti dei suoi dipinti sono principalmente le donne, "eroine in un mondo liberato dagli uomini". Secondo lo storico dell'arte Imke Ehler nelle donne di Zaimoglu vi è sempre qualcosa di impetuoso, di criptato; è tuttavia lo spettatore il vero fruitore dell'opera, ed è a lui che l'artista riserva ogni giudizio sulla sua opera. Dipinge con acrilici e inchiostro giapponese, prediligendo il formato A3, più semplice da trasportare in viaggio. Riguardo al suo rapporto con le arti di cui si occupa, la scrittura e la pittura, Zaimoglu afferma: "Non riesco a separare parole e immagini. Quando scrivo, traduco le immagini in parole. E quando dipingo, c'è sempre una frase elettrizzante all'inizio."
Nel marzo 2005 Zaimoglu espone alla Kunsthalle di Vienna un'installazione di bandiere dal titolo Kanak Attack. Die dritte Türkenbelagerung (Kanak Attak. Il terzo assedio turco). Dal 9 novembre all'8 dicembre 2018 una selezione dei suoi lavori è esposta alla Galleria Bund Bildender Künstler di Osnabrück.
Parte attiva nel dibattito politico, nel settembre 2006 partecipa come rappresentante della società civile alla prima Conferenza Tedesca sull’Islam, criticando la mancata rappresentazione delle musulmane velate, assenti al dibattito.
Nel maggio 2009 è nominato elettore delegato dai Verdi dello Schleswig-Holstein per l’elezione del Presidente federale.
Nel 2018, in occasione del premio Bachmann nell'ambito delle Giornate della Letteratura in lingua tedesca, tiene il "Discorso sulla Letteratura", dal titolo Der Wert der Worte (Il valore delle parole).

## Opere

### Kanak Sprak. 24 Mißtöne vom Rande der Gesellschaft
Il primo romanzo di Zaimoglu, pubblicato nel 1995, è Kanak Sprak. 24 Mißtöne vom Rande der Gesellschaft. Il libro è una raccolta di 24 monologhi, 24 voci "dissonanti" di persone che si trovano "ai margini della società". Ogni monologo è la risposta alla domanda "Come si vive da canaco in Germania?" e inizia riportando il nome del parlante, l'età e l'attività lavorativa. È il risultato di quasi un anno passato nei bassifondi, tra i "canachi", dai quali riesce a estrapolare registrazioni e appunti che utilizza, con il permesso degli stessi, per raccontare lo spaccato del sottoproletariato turco-tedesco di seconda e terza generazione. Ciò che caratterizza questo romanzo, oltre al contenuto, è la lingua in cui è scritto, la cosiddetta Kanak Sprak, che dà il nome all'opera stessa. Come precisa l'autore nell'introduzione al libro, la Kanak Sprak potrebbe classificarsi come una sorta di creolo, con segni e codici noti solo a chi li utilizza, e un lessico incomprensibile ai parlanti del tedesco cosiddetto "puro". Si tratta di un'interlingua, un "terzo registro", che utilizza una lingua europea (quella tedesca) per esprimere un sostrato culturale non europeo (quello turco). Attraverso questo linguaggio i protagonisti si riappropriano orgogliosamente del termine "canaco", che in tedesco (Kanake) indica in modo piuttosto dispregiativo gli stranieri, soprattutto turchi, ma anche italiani. Questo termine tuttavia non ha origini turche: sarebbe stato usato per indicare gli abitanti della Polinesia o delle isole dei Mari del Sud che alla fine dell'Ottocento erano colonie tedesche, facendo allusione alla condizione di subalternità di queste persone rispetto al parlante tedesco che lo utilizzava. Rovesciando questa prospettiva e sottraendo questo termine dalla stigmatizzazione di cui era oggetto in età coloniale, i turchi emigrati in Germania si autodefiniscono con dignità e fierezza "canachi", utilizzando orgogliosamente questo attributo come arma di disprezzo contro gli "alemanni" che li costringono alla marginalità.

### Schiuma. Il romanzo della "feccia" turca
(Feridun Zaimoglu, Abschaum - Die wahre Geschichte von Ertan Ongun)
Il mondo dei canachi è lo scenario di un altro importante romanzo di Zaimoglu del 1997, ossia Abschaum – Die wahre Geschichte von Ertan Ongun, tradotto in italiano da Alessandra Orsi con il titolo Schiuma. Il romanzo della "feccia" turca. L'opera si compone di 35 racconti dei cui titoli (ad esempio Die Beerdigungs Story, La storia del funerale, oppure Die Fickst-du-mich-fick-ich-dich-Story, La storia del chi-fotte-per-primo) si scopre la genesi solo nell'epilogo del libro. Si tratta della storia del piccolo criminale turco-tedesco Ertan Ongun, dalla forma di un lungo monologo-intervista rilasciato dal protagonista all'autore sotto forma di registrazione, dopo essere uscito dal carcere. Ertan, nato e cresciuto in Germania da genitori turchi, ma mai assimilato davvero nella società tedesca, racconta le sue peripezie, in un racconto pieno di digressioni, tipiche dell'oralità. La sua vita segue una parabola discendente, fatta di furti, attività illecite, risse, sesso, inganni, per arrivare all'eroina, da lui definita, a posteriori, "l'inizio della fine". Il circolo vizioso in cui cade per procurarsi il denaro necessario alla dipendenza, lo fa entrare e uscire dalle stazioni di polizia, e poi finire in prigione. In galera Ertan comincia a riflettere sulla sua condizione, sulla sua vita di eccessi che ha sempre raccontato con spavalderia, facendo emergere il suo lato più umano e drammatico:
sapere perché è così caro amico. (...)
Allora eccomi qua che cerco di scioccare i nostri intellettuali, di spaventare quelli che si sono integrati e anche per affascinare qualcuno: fascino di un soggetto criminale, fascino del selvaggio, fascino di quelli che arrivano dal basso, da molto in basso e ne sono felice, boh, non so, fascino della miseria. Per voi sarà pure fascino, ma per me è una merda, tutto una merda.
Credimi, amico, credimi, ci sono soltanto due cose in Germania, da una parte la feccia e dall'altra gli individui socialmente a posto. E sai una cosa? Me ne fotto della società! Nella merda per lo meno ero qualcuno, ero la schiuma, la feccia, ma adesso è ancora peggio.»
(Feridun Zaimoglu, Schiuma. Il romanzo della "feccia" turca)
Il romanzo fornisce una visione del mondo "canaco" raccontato da chi ne è parte integrante e riesce a vederne le potenzialità e i tanti limiti rispetto a una cultura, quella tedesca, che fatica ad accettare il diverso. Il "canaco" vive nell'incertezza di una cultura in-between, che non è né una (quella tedesca) né l’altra (quella turca), diviso tra il desiderio di assimilarsi e l'immediata consapevolezza che la sua diversità lo porterà ad essere un eterno escluso; da qui la decisione di voler incarnare con fierezza e orgoglio lo stereotipo che gli viene attribuito.
Per quanto riguarda lo stile e la lingua in cui è scritto il romanzo, è evidente l'uso di una lingua ibrida, nata dall'accostamento di due lingue distanti tra di loro, il tedesco e il turco. Ertan si esprime in un tedesco rimasticato, infarcito di espressioni turche che nella traduzione italiana a fatica rendono il senso di straniamento della lingua dei "canachi", come l'espressione amına koyum, che potrebbe corrispondere all'inglese motherfucker, o l'espressione falan filan, che coincide quasi con il blablabla tedesco e quindi l'eccetera eccetera italiano.
Nel 2000 da questo romanzo è stato tratto un film, per la regia di Lars Becker, dal titolo Kanak Attack.

### Altri romanzi
Dopo Kanak Sprak e Abschaum, la narrazione dell'ambiente dei "canachi" prosegue nel 1998 con Koppstoff. Kanaka Sprak vom Rande der Gesellschaft, in cui l'autore dà spazio e voce alle donne "canache", per poi concludersi con la raccolta del 2001 Kopf und Kragen. Kanak-Kultur-Kompendium.
Gli scritti successivi si allontanano un po’, almeno nel linguaggio, dal mondo duro dei canachi, ma non abbandonano mai del tutto il tema degli immigrati: Liebesmale, Scharlachrot (2000), romanzo epistolare, e i romanzi German Amok (2002; trad. it. 2008), Leinwand (2003) e Leyla (2006; trad. it. 2007), che hanno come comune denominatore protagonisti di origine turca.
Tra le opere successive vi sono i romanzi Liebesbrand (2008), Hinterland (2009), Ruß (2011), Der Mietmaler: eine Liebesgeschichte (2013) e Isabel (2014); tra le raccolte di racconti, Zwölf Gramm Glück (2004) e Rom intensiv (2007).
Nel 2017 esce Evangelio, un romanzo dedicato alla figura di Martin Lutero.

## Teatro
Parallelamente all'attività di scrittore, Zaimoglu si dedica anche al teatro, e nel 1997 il suo Kanak Sprak viene adattato per il palcoscenico e rappresentato al Theater Kampnagel di Amburgo e poco dopo dal Jungen Theater di Brema, utilizzando anche monologhi del libro Koppstoff per ritrarre e dare voce alle giovani donne di origine turca. Nel 1998 con il suo coautore Günter Senkel vince il premio Schleswig-Holstein per la sceneggiatura. Nel 2003 un riadattamento di Otello di Zaimoglu/Senkel apre la stagione del Münchner Kammerspiele di Monaco, seguito dalla prima di Casino leger a Francoforte sul Meno, Ja. Tu es. Jetzt al Jungen Theater di Brema e nel giugno 2004 dalla prima dell'opera commissionata Halb so wild allo Schauspielhaus di Kiel.
La collaborazione dei due autori porterà alla realizzazione di un riadattamento di Romeo e Giulietta, presentato sempre sul palco dello Schauspielhaus nel marzo 2006, a cui seguirà la prima di Schwarze Jungfrauen, al Hebbel am Ufer di Berlino. La pièce riprende la forma degli scritti d'esordio di Zaimoglu, ossia Kanak Sprak e Koppstoff: si tratta quindi di interviste letterarie condensate e di dichiarazioni di persone reali, in questo caso di giovani donne che si sono convertite all'Islam in Germania. Alcune opere teatrali di Zaimoglu e del suo coautore Senkel sono state pubblicate.

## Opere

### Libri
- 1995, Kanak Sprak, Hamburg, Rotbuch
- 1997, Abschaum – Die wahre Geschichte von Ertan Ongun, Hamburg, Rotbuch

Schiuma, traduzione di Alessandra Orsi, Torino, Einaudi, 1999, ISBN 88-06-15190-8.
- 1999, Koppstoff, Hamburg, Rotbuch
- 2000, Liebesmale, scharlachrot, Roman, Köln, Kiepenheuer & Witsch
- 2001, Kopf und Kragen, Frankfurt am Main, Fischer-Taschenbuch
- 2002, German Amok, Roman, Frankfurt am Main, Fischer-Taschenbuch

German Amok, traduzione di Margherita Belardetti ed Elena Sinisi, revisione di Marco Agosta, Milano, 2008, ISBN 978-88-7638-050-1.
- 2003, Leinwand, Roman, Hamburg, Rotbuch
- 2003, Othello, Neuübersetzung, Münster, Monsenstein und Vannerdat
- 2003, Drei Versuche über die Liebe, Theaterstücke, Monsenstein und Vannerdat
- 2004, Zwölf Gramm Glück, Erzählungen, Köln Kiepenheuer & Witsch
- 2006, Leyla, Roman, Köln, Kiepenheuer & Witsch

Leyla, traduzione di Margherita Belardetti, Milano, Il Saggiatore, 2007, ISBN 978-88-428-1394-1.
- 2007, Rom intensiv, Erzählungen, Köln, Kiepenheuer & Witsch
- 2007, Von der Kunst der geringen Abweichung, Conferenza del 27 giugno 2007, Saarland-Museum, Saarbrücken, a cura di Ralph Schock. Union-Stiftung Gollenstein, Blieskastel
- 2008, Liebesbrand, Roman, Köln, Kiepenheuer & Witsch
- 2008,  Ferne Nähe, Tübinger Poetik-Dozentur (con Ilija Trojanow)
- 2009, Hinterland, Roman, Köln, Kiepenheuer & Witsch
- 2011, Ruß, Roman, Köln, Kiepenheuer & Witsch
- 2013, Der Mietmaler: eine Liebesgeschichte, München, Langen Müller
- 2014, Isabel, Roman, Köln, Kiepenheuer & Witsch
- 2015,  Siebentürmeviertel, Roman, Köln, Kiepenheuer & Witsch
- 2017,  Evangelio, Roman, Köln, Kiepenheuer & Witsch

### Teatro (con Günter Senkel)
- 2003, Casino Leger, UA Schauspiel Frankfurt
- 2003, Ja. Tu es. Jetzt., UA Junges Theater Bremen
- 2003, Othello, nach Shakespeare, UA Kammerspiele München
- 2004, Halb so wild, UA Theater Kiel
- 2006, Lulu Live, nach Wedekind, UA Kammerspiele München
- 2006, Nathan Messias, UA Schauspiel Düsseldorf
- 2006, Schwarze Jungfrauen, Theater Hebbel am Ufer
- 2006, Romeo und Julia, nach Shakespeare, UA Theater Kiel
- 2007, Molière, UA Salzburger Festspiele, Schaubühne am Lehniner Platz
- 2008, Schattenstimmen, UA Schauspiel Köln
- 2011, Alpsegen, UA: 15. April, Kammerspiele München
- 2018, Siegfrieds Erben, UA: 20. Juli, Nibelungenfestspiele Worms

## Esposizioni
- 2013, Galerie Richter, Lütjenburg
- 2013, Affordable Art Fair, Amburgo
- 2013, CCA&A Gallery, Amburgo
- 2013, Literatur Moths, Monaco
- 2014, Kunstkreis Preetz e.V.
- 2014, Kunstverein Schwimmhalle Schloss Plön e.V. (mostra comunitaria)
- 2015, Gutenberg Museum, Magonza
- 2016, Bürgergalerie, Neumünster (mostra comunitaria)
- 2016, Esposizione nell'ambito del Festival Globale per la Letteratura Transfrontaliera, Galerie am schwarzen Meer, Brema
- 2017, Galerie Stexwig, 24857 Stexwig / Borgwedel (mostra comunitaria)
- 2017, Atelier 7art, Fehmarn
- Esposizione permanente alla Galerie Richter, Lütjenburg

## Riconoscimenti
- 1997: Premio Civis Media per l'integrazione e la diversità culturale in Europa
- 1998: Premio per la sceneggiatura dello stato dello Schleswig-Holstein
- 2002: Premio Friedrich Hebbel
- 2003: Premio della giuria al concorso Ingeborg Bachmann per il racconto Häute (apparso nella raccolta Zwölf Gramm Glück)
- 2003: Premio Inselschreiber
- 2005: Premio Adelbert von Chamisso
- 2005: Borsa di studio "Villa Massimo"
- 2005: Premio Hugo Ball della città di Pirmasens
- 2006: Premio artistico dello stato dello Schleswig-Holstein
- 2007: Premio letterario Carl Amery
- 2007: Premio Grimmelshausen per il romanzo Leyla
- 2007: Cattedra poetica Tübinger con Ilija Trojanow
- 2008: Borsa di ricerca frontaliera della fondazione Robert Bosch per il romanzo Hinterland
- 2008: Corine (premio letterario internazionale) per il romanzo Liebesbrand
- 2010: Premio letterario Jakob Wassermann in riconoscimento del suo operato e per il suo ruolo di mediatore nel dialogo tedesco-turco
- 2010: Premio culturale della città di Kiel
- 2011: Il 25 febbraio 2011 Zaimoglu riceve il riconoscimento "Membro onorario della comunità scolastica del liceo Nydda" in una conferenza con i vincitori del premio Letteratura giovanile dell'OVAG
- 2012: Premio delle Literaturhäuser
- 2012: Cattedra di docente ospite Heinrich Heine
- 2014: Nomination al Deutschen Buchpreis con Isabel
- 2015: Premio letterario "Mainzer Stadtschreiber"
- 2015: Nomination al Deutschen Buchpreis con Siebentürmeviertel
- 2016: Premio letterario di Berlino
- 2016: Professore onorario dello stato dello Schleswig-Holstein
- 2017: Nomination al Deutschen Buchpreis con Evangelio